# Аркада
Аркада (от латинското arcus – „арка“, „свод“) в по-тесен смисъл обозначава арка, носена от стълбове или колони. Арката позволява изграждането на много по-големи разстояния между опорите на сградата в сравнение с архитрава.
В по-широк смисъл, аркада също се отнася до редица от арки, поредица от няколко аркади. При използване в този смисъл обаче е по-подходящо множественото число „аркади“ или терминът аркатура, който обаче от своя страна може да се отнася и до съвкупността от всички аркади в една сграда.
Един полуоткрит външен коридор на сграда, чиято страна е оградена от ред арки, често се нарича просто аркада; по-точен е терминът аркаден коридор.
Разговорно често колонади (колонен коридор с прави мертеци), биват наричани аркади.

## Развитие
Аркадите са известни още от праисторическо време в архитектурата в Месопотамия и Египет. В древната окцидентална архитектура първоначално били използвани колонади в гръцката архитектура, т.е. серия от прави опорни колони (виж архитрав).
Тогава римската архитектура все още използвала предимно аркади, както в представителни сгради като градски порти, така и в инженерни конструкции като акведукти.
В раннохристиянското църковно строителство и през романския период аркадите също се използват все по-често и във вътрешните помещения на сгради или в базиликите между централния наф и страничния неф. По този начин вътрешните помещения са били подразделяни и в същото време те оставали акустично и визуално свързани.
Аркадите са съществена характеристика на ислямската архитектура, където те ограждат вътрешния двор на джамии; във вътрешните дворове има предимно павилиони с кладенец (на турски: Şadırvan [шадраван]), които служат за ритуално прочистване преди молитва.
В много градове, които са се разраснали в исторически план, в центъра се срещат аркади по продължение на улиците и позволяват на минувачите да се придвижват защитени от сграда до сграда. На юг, например известните аркадите на гр. Болоня, предлагат защита от горещото слънце. На север и в алпийския регион те предпазват от дъжд и други неблагоприятни метеорологични условия.

## Примерни изображения
- ул. „Принципалмаркт“ в Мюнстер
- Търговската улица „Алстераркаден“ в Хамбург
- Старият монетен двор „Мюнцхоф“ в Мюнхен, аркаден двор
- гр. Еня в Южен Тирол
- Ренесансов аркаден двор на двореца в гр. Гюстров
- Аркади на гробището на Чаковец, Хърватия
- Построеният през 1785 г. търговски аркаден център „Гостиный двор“ в Санкт Петербург е един от най-старите в света
- Покрит със стъкло аркаден двор на Съдебната палата (Justizpalast) във Виена

## Търговски центрове
В англоговорещите страни и въз основа на нея понякога и в немскоговорещите страни, терминът аркада (на английски arcade; на немски в мн. ч. Arkaden) се използва и като обозначение за търговски пасажи. Ранните предшественици на днешните търговски центрове, като например Burlington Arcade в Лондон (1819 г.) или Галерия Виктор Емануил II в Милано (1867 г.), по време на създаването им действително са имали архитектура, която се характеризирала с аркади. Тъй като терминът аркада бил използван за обозначаване на целия сграден комплекс на принципа парс про тото, то значението на думата в английския език се е отместило. От това произлизат наименованията penny arcade (САЩ) или amusement arcade (Великобритания), описващи големи хазартни игрални зали.
Примери за наименуване на търговски център като „аркада“ или „аркади“ са „Münster-Arkaden“ в Мюнстер, „Potsdamer Platz Arkaden“ в Берлин, „Schloß Arkaden“ в Брауншвайг, „Riem Arcaden“ в Мюнхен, „Arcade Meidling“ във Виена или „Аркадия“ в Пловдив. Малко от тези търговски сгради имат аркади в архитектурен смисъл; името обикновено се избира от маркетингови съображения.